# Чжиянь
Чжиянь (кит. 智儼; 602, 668) — второй патриарх китайского буддизма махаянской школы Хуаянь.

## Биография
Чжиянь родился в 602 году в городке Тяньшуй (вблизи столицы империи Чанъань), в семье чиновника из провинции Шэньчжоу. Сначала получил классическое образование. В 614 году его семью посетил Душунь, который был патриархом школы Хуаянь. Он заявил, что Чжиянь был его сыном в прежней жизни и потребовал его вернуть. Родители решили, что Чжиянь должен стать буддистским монахом, поэтому поручили Душуню его образование.
В течение 615-620 гг. изучал основные буддистские произведения «Махаяна-самграха» и «Махавайпулья-будда гандавьюха-сутра» (известная также как «Аватамсака-сутра» или «Хуаянь-цзин»), овладел санскритом, чтобы изучать индийские произведения буддизма. Значительное влияние на сознание Чжияня оказало произведение «Хуань-цзин шу» (комментарий к «Махавайпулья-буддагандавюха-сутра») авторства Сюйгуана, главы ветви Нандао буддистской школы Дилунь.
Религиозные взгляды Чжияня сформировались к 27 годам, в это время он начал самостоятельно преподавать. В 640 году после смерти патриарха Душуня Чжиянь становится новым руководителем школы Хуаянь. Он перенёс школу в городок Чжисянь-Сы на горе Чжуннань (современная провинция Шэньси). Способствовал развитию и систематизацию учения Хуаянь. Постепенно становится одним из самых уважаемых и авторитетных лидеров буддизма в Китае.
В 660 году Чжиянь стад учителем представителя господствующей династии Тан — Ли Сяня, будущего императора Чжун-цзуна. 
Скончался Чжиянь в 668 году. Новым патриархом стал его ученик Фацзан. Другой ученик, Висан, стал основателем корейской ветви Хуяань в государстве Силла (см. хваом).

## Взгляды и произведения
Чжиянь систематизировал систематизировал буддистскую доктрину. Ему принадлежит классификация учений буддизма с разбиением их на 5 типов. Он основал учение «фацзе юаньци» («Зависимое возникновение Подлинного Царства»).
Свои взгляды изложил в произведениях «Соусюань-цзи», «Ишен шисюань мэнь», «Ушияо вэньда», «Хуаянь-цзин кунму чжан», «Цзиньган-цзин люэшу».